# Señorío de Sanlúcar

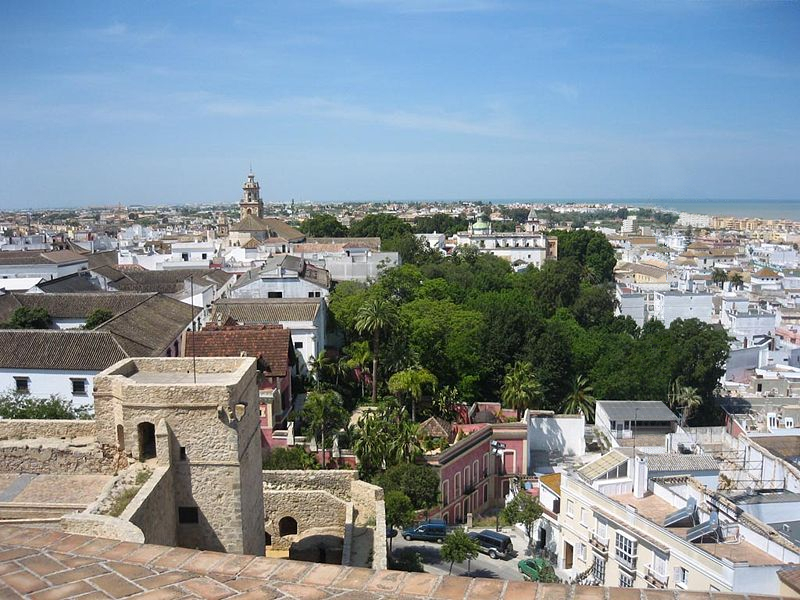
Vista de Sanlúcar de Barrameda.

El señorío de Sanlúcar fue un señorío nobiliario situado en el reino de Sevilla, territorio perteneciente a la corona de Castilla. El señorío fue prometido verbalmente el 4 de abril de 1295 por el rey Sancho IV a Guzmán el Bueno, por su heroica defensa de Tarifa, aunque el rey murió sin hacer efectiva la donación, por lo que su hijo Fernando IV confirmó a Guzmán la donación de «la Villa de Sanlúcar con todos sus pobladores, términos y pertenencias, y los pechos y derechos que allí tenía y deber había», mediante privilegio de donación firmado en Toro el 13 de octubre de 1297 y que se conserva en el Archivo de la Casa de Medina Sidonia. Guzmán el Bueno y sus descendientes usaron la denominación "señor de Sanlúcar" como el primero de sus títulos nobiliarios.
En un primer momento el señorío de Sanlúcar incluía la villa de Sanlúcar (hoy ciudad de Sanlúcar de Barrameda), y los lugares de Barrameda, Trebujena, Chipiona y Rota. Posteriormente Chipiona y Rota se segregaron del señorío al formar parte de la dote matrimonial Isabel Pérez de Guzmán, una de las hijas de Guzmán el Bueno, que se casó con Fernán Ponce de Léon, con lo que ambos lugares se incorporaron a las posesiones de la familia Ponce de León, germen de la casa de Arcos. Por su parte Trebujena se constituyó como villa independiente de Sanlúcar mediante carta-puebla otorgada por el III duque de Medina Sidonia el 21 de abril de 1494.
El señorío de Sanlúcar fue el principal solar de la casa de Medina Sidonia hasta 1645, en que Sanlúcar de Barrameda fue incorporada a la Corona española, tras la discutida conspiración del duque de Medina Sidonia. Hoy en día, la comarca de la Costa Noroeste de Cádiz coincide por completo con la extensión original del territorio del antiguo señorío.

## Señores de Sanlúcar
- Alfonso Pérez de Guzmán el Bueno, i señor de Sanlúcar (1297-1309);
- Juan Alonso Pérez de Guzmán, ii señor de Sanlúcar (1309-1351);
- Alonso Pérez de Guzmán, iii señor de Sanlúcar (1351-1365);
- Juan Alonso Pérez de Guzmán, iv señor de Sanlúcar (1365-1396), i señor de Ayamonte y i conde de Niebla (1368-1396);
- Enrique de Guzmán, v señor de Sanlúcar;
- Juan Alonso Pérez de Guzmán, vi señor de Sanlúcar (i duque de Medina Sidonia);
- Enrique de Guzmán, vii señor de Sanlúcar (i marqués de Gibraltar);
- Juan Alonso Pérez de Guzmán, viii señor de Sanlúcar (i marqués de Cazaza);
- Enrique de Guzmán, ix señor de Sanlúcar;
- Alonso Pérez de Guzmán, x señor de Sanlúcar;
- Juan Alonso Pérez de Guzmán, xi señor de Sanlúcar;
- Alonso Pérez de Guzmán el Bueno, xii señor de Sanlúcar;
- Manuel Alonso Pérez de Guzmán el Bueno, xiii señor de Sanlúcar;
- Gaspar Alonso Pérez de Guzmán el Bueno, xiv y último señor de Sanlúcar.